# Amyris marshii
Amyris marshii är en vinruteväxtart som beskrevs av Standley. Amyris marshii ingår i släktet Amyris och familjen vinruteväxter. Inga underarter finns listade i Catalogue of Life.